# Día Internacional de la Conciencia
El Día Internacional de la Conciencia es una jornada internacional de concienciación que se celebra anualmente el 5 de abril desde 2020, establecida por la Organización de las Naciones Unidas (ONU) el 25 de julio de 2019.

## Proclamación
Proclamado por la Asamblea General de la ONU en julio de 2019, este día busca fomentar una conciencia global que trascienda acuerdos políticos o económicos, inspirándose en la solidaridad intelectual y moral que promueve la paz, tal como se destaca en la Declaración Universal de Derechos Humanos y la constitución de la UNESCO. Este día enfatiza la necesidad de promover una cultura de paz basada en justicia, democracia, solidaridad y respeto por los derechos humanos, reconociendo la dignidad, libertad e igualdad intrínsecas a todos los seres humanos.

## Celebración
La efeméride se conmemora cada 5 de abril, siendo su primera vez en el 2020, es una fecha elegida para destacar la importancia de la educación de calidad y las actividades de concienciación pública que promueven el desarrollo sostenible y una cultura de paz. La ONU invita a la participación activa de Estados miembros, organizaciones del sistema de la ONU, el sector privado y la sociedad civil, incluidas organizaciones no gubernamentales y particulares, en actividades que encarnen estos ideales, fortaleciendo así los pilares de una cultura de paz con amor y conciencia.